# ابهام

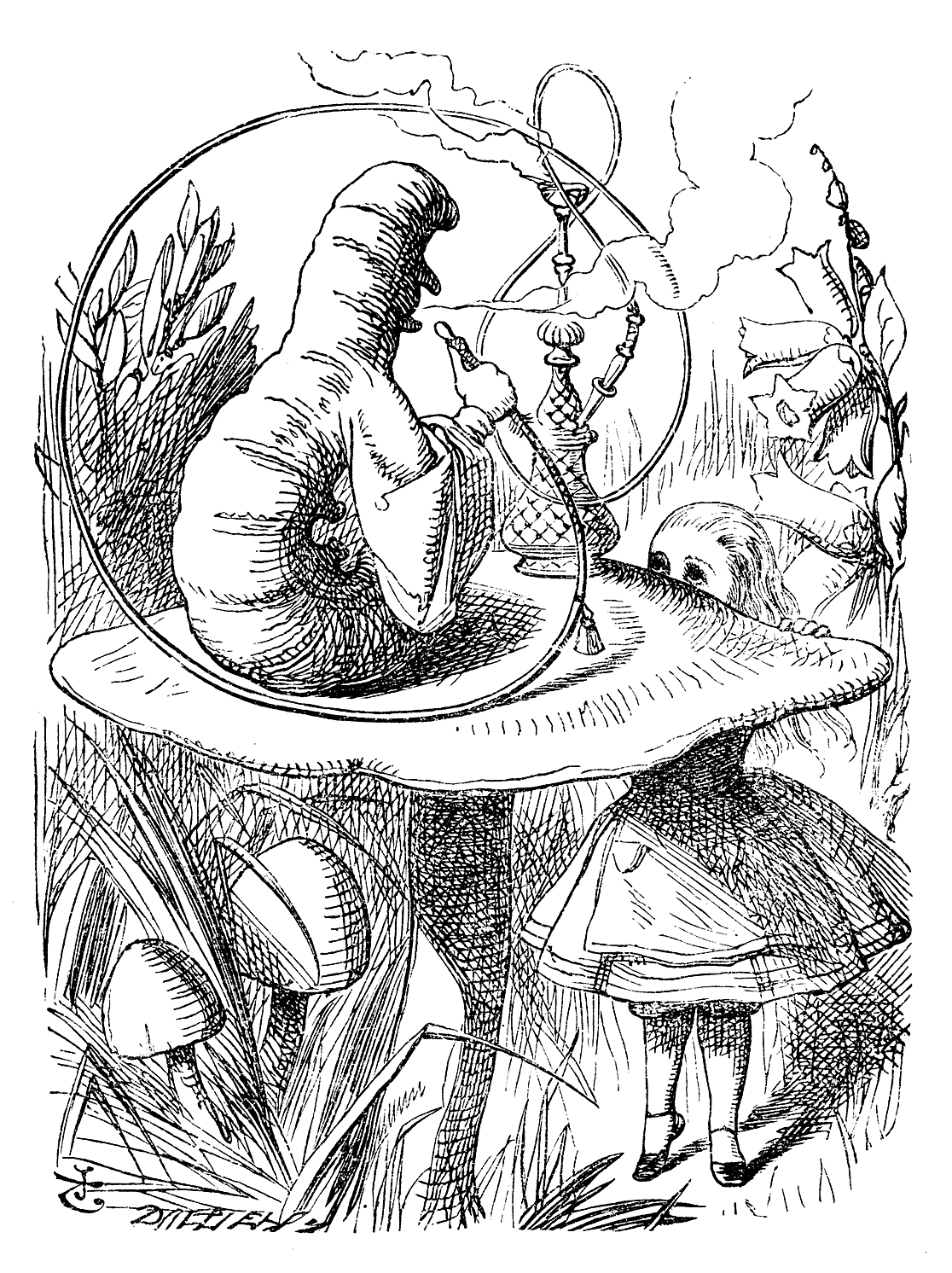
تصویری نقاشی شده اثر جان تنیل از یک کرم ابریشم برای داستان آلیس در سرزمین عجایب نوشته لوئیس کارول که در آن تصویر چیزی که روبروی آلیس نشسته‌است مبهم بوده که از پشت سر می‌توان آن سر را به عنوان چهره یک انسان مرد با یک دماغ و چانه تیز تصور کرد یا یک کرم ابریشم تصور کرد که دارای پاهای کوچکی است که در سمت راست تصویر قابل دیدن است.

ابهام (انگلیسی: Ambiguity) یک نوع عدم قطعیت است که معنای آن اینگونه است که یک موضوع چند تفسیر مختلف و قابل قبول داشته باشد؛ بنابراین، موضوعی که دارای ابهام باشد را نمی‌توان با یک صفت یا شرحی خاص و ثابت توصیف کرد و به‌طور قطعی با توجه به یک قاعده یا فرایند یا تعداد متناهی از مراحل تحلیل کرد، اما هر نظری که دربارهٔ آن داده می‌شود به نوعی درست است.